# Halil Hamid Pascià

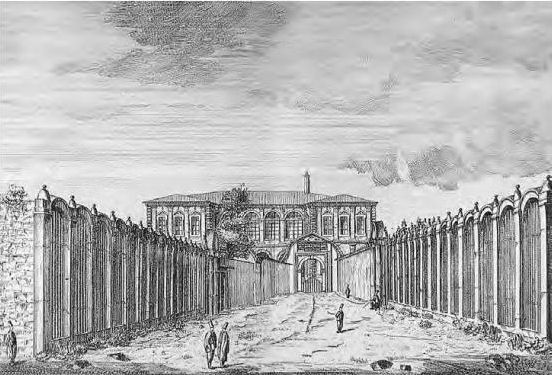
Scuola imperiale di ingegneria Muhendishane, in Tableau des nouveaux reglemens de l'Empire Ottoman by Mahmoud Rayf Efendi, Costantinopoli, 1789.

Halil Hamid Pascià, noto anche come Halil Hamid Pasha e Halil Hamit Paşa, (Isparta, 1736 – Bozcaada, 27 aprile 1785), è stato un politico ottomano, Gran visir dell'Impero ottomano dal 31 dicembre 1782 al 30 aprile 1785. Egli fu particolarmente determinante per aver invitato esperti stranieri, soprattutto francesi, a partire dal 1784.

## Biografia
A seguito delle missioni inviate in Francia, fece affluire nell'Impero Ottomano tecnici, militari e ingegneri francesi per addestrare i turchi nella guerra navale e nella costruzione di fortificazione. Fino allo scoppio della Rivoluzione francese nel 1789, circa 300 ufficiali francesi di artiglieria e ingegneri militari furono attivi, in tutto l'Impero ottomano, per modernizzare l'artiglieria e addestrare i soldati ottomani.
Dal 1784, André-Joseph Lafitte-Clavé e Joseph-Monnier de Courtois progettarono la nuova scuola di ingegneria turca Mühendishâne-i Humayun voluta dal gran visir Halil Hamid Pascià. Vennero adottati libri di testo, per lo più francesi, per l'insegnamento di matematica, astronomia, ingegneria, armi, tecniche di guerra e di navigazione.
Halil Hamid Pasha aveva sostenuto la necessità di un percorso verso la modernizzazione dell'Impero Ottomano e un atteggiamento conciliante nei confronti della Russia ma, alla fine, fu sospettato di aver complottato per la successione di Abdul Hamid I e il futuro sovrano Selim III, a causa di intrighi reazionari e l'aumento del sentimento anti francese. Venne scoperta corrispondenza segreta tra Selim III e Luigi XVI e venne affermato che c'era stato un complotto contro l'attuale sovrano. Halil Hamid Pasha fu decapitato e il partito della guerra salì al potere, portando l'Impero Ottomano in guerra con la Russia nella guerra russo-turca.
Gli esperti francesi dovettero lasciare nel 1788 a seguito dell'inizio delle ostilità. Alcuni tornarono a Costantinopoli, ma comunque tutti andarono via nel 1798 a causa della fine dell'alleanza franco-ottomana.
Il genero di Halil Hamid Pascià, Safranbolulu Izzet Mehmet Pascià, divenne Gran visir dal 1794 al 1798.